# مطار تيزي وزو
مطار تيزي وزو القديم (بالفرنسية: Aéroport de Tizi Ouzou à Fréha)‏ هو مطار محلي قديم كان يخدم مدينة الجزائر انطلاقا من منطقة فريحة على بعد 24 كم في الاتجاه الشمال الشرقي لولاية تيزي وزو.

## التاريخ
بُنِيَ «مطار تيزي وزو في فريحة» في سنة 1924 وكان يسمى مطار تيزي وزو-أورلي لأنه كان يربط تيزي وزو بمطار باريس أورلي مرورا بمطار الجزائر العاصمة آنذاك · .

## وصلات خرجية
- الموقع الرسمي لشركة تسيير خذمات ومنشأت مطارات الجزائر.